# Leopold Schefer
Gottlob Leopold Immanuel Schefer, född den 30 juli 1784 i Muskau i Oberlausitz, död där den 13 februari 1862, var en tysk skald och tonsättare. 
Schefer kom i vänskapligt förhållande till furst Pückler-Muskau och var under några år dennes generalfullmäktig, tillbragte därefter en längre tid på resor och slog sig slutligen ned i sin födelsestad. 
Han debuterade anonymt med en samling Gedichte mit Compositionen (1811), ägnade sig sedan åt den berättande dikten och utgav Novellen (5 band, 1825–29), Neue Novellen (4 band, 1831-35), Kleine Romane (5 band, 1837-39) med mera.
Därtill kom den populära samlingen truismer och tänkespråk: Laienbrevier (1834-35 ; 19:e upplagan 1898), Hausreden (1854; 4:e upplagan 1869) med flera. Ett urval av hans arbeten utkom 1845 (12 band; ny upplaga 1857)